# Ravna Gora, Primorsko-goranska županija
Ravna Gora je naselje na Hrvaškem, ki je središče občine Ravna Gora v Primorsko-goranski županiji.
Naselje v Gorskem kotarju leži 17 km jugovzhodno od Delnic na istoimenskem polju ob stari Karolinski cesti, s katero je bila leta 1727 Ravna Gora povezana s Karlovcem in Reko. Ravna Gora je klimatsko zdravilišče ter turistično in smučarsko središče iz 19. stoletja s FIS progami za smučarski tek. Kraj, na katerem leži današnje naselje, je bil poseljen že v srednjem veku. V vojnah s Turki v 16. stoletju je bila Ravna Gora in širše področje okoli nje razseljeno. V 17. stoletju se je del potomcev  hrvaških staroselcev vrnil v rojstni kraj. V istem stoletju je ogulinski kapetan Gašpar Frankopan tu naselil manjšo skupino pravoslavnih Vlahov, ki so kasneje prevzeli katoliško vero. Po končani gradnji Karolinske ceste je bila leta 1765 Ravna Gora izvzeta iz Vojne krajine. V naselju stoji župnijska cerkev sv. Terezije Avrilske, postavljena leta 1907.

## Demografija
| Pregled števila prebivalcev po letih | Pregled števila prebivalcev po letih | Pregled števila prebivalcev po letih | Pregled števila prebivalcev po letih | Pregled števila prebivalcev po letih | Pregled števila prebivalcev po letih | Pregled števila prebivalcev po letih | Pregled števila prebivalcev po letih | Pregled števila prebivalcev po letih | Pregled števila prebivalcev po letih | Pregled števila prebivalcev po letih | Pregled števila prebivalcev po letih | Pregled števila prebivalcev po letih | Pregled števila prebivalcev po letih | Pregled števila prebivalcev po letih | Pregled števila prebivalcev po letih |
| ------------------------------------ | ------------------------------------ | ------------------------------------ | ------------------------------------ | ------------------------------------ | ------------------------------------ | ------------------------------------ | ------------------------------------ | ------------------------------------ | ------------------------------------ | ------------------------------------ | ------------------------------------ | ------------------------------------ | ------------------------------------ | ------------------------------------ | ------------------------------------ |
| 1857                                 | 1869                                 | 1880                                 | 1890                                 | 1900                                 | 1910                                 | 1921                                 | 1931                                 | 1948                                 | 1953                                 | 1961                                 | 1971                                 | 1981                                 | 1991                                 | 2001                                 | 2011                                 |
| 1900                                 | 1879                                 | 1585                                 | 1508                                 | 1682                                 | 1610                                 | 1625                                 | 1882                                 | 1863                                 | 2087                                 | 2200                                 | 2199                                 | 2194                                 | 2135                                 | 1869                                 | 1709                                 |